# مدينة السيارات
مدينة السيارات أو كار تاون (بالإنكليزية: Car town كار تاون) لعبة فيس بوك، قام بتطوريها أستديو سي آي إي نفس المطور لأساطير نيتتو 1320 , اللعبة توفر للاعبين شراء السيارات وتعديلها والتسابق مع الآخرين.

## اللعب
في أول اللعبة بعد إنشاء الحساب والقبول بقوانين اللعبة لا يمكن تعديل القراج أو شراء السيارات الا بعد القيام بعدة مهام وبعد المهام يمكنك شراء تعديل حذف أي شيء بالقراج
والعاب رموش